# Cheles
Para consultar el artículo sobre el señorío maya véase: Cheles (mayas)
 Cheles es un municipio español, perteneciente a la provincia de Badajoz (comunidad autónoma de Extremadura).

## Situación
Está cercano a la frontera portuguesa y al embalse de Alqueva, que alimenta el río Guadiana. Pertenece a la comarca de Llanos de Olivenza y al Partido judicial de Olivenza.
Se trata del municipio con menor altitud media de Extremadura.

## Historia
Posiblemente el asentamiento primitivo naciera en el Neolítico, o en épocas más recientes, como lo atestiguan los numerosos petroglifos encontrados en las riberas del Guadiana, en las inmediaciones de la finca Galacho y los vestigios romanos y visigodos de su pasado que, enclavados en los parajes de San Goldofre (antiguo emplazamiento del pueblo), hoy yacen bajos las aguas de la represa de Alqueva. 
Según José Antonio Torrado González, en su libro «Cheles, villa fronteriza», la actual Extremadura, gran dehesa natural de León y Castilla era conocida en la Baja Edad Media con el nombre de "Transierra". Su reconquista se inicia con la toma de Coria en el año 1142 por el rey Alfonso VII de Castilla. Pero sería con la victoria de Alfonso VIII sobre los almohades en las Navas de Tolosa, en el 1212, cuando tiene lugar el avance castellano-leonés hacia el suroeste Alfonso IX de León y su hijo Fernando III de Castilla lo hicieron posible. 
Alfonso IX conquistó la zona más occidental y próxima a la frontera: Cáceres en 1229, Mérida en 1230, con la ayuda prestada por la Orden de Santiago, y Badajoz ese mismo año, con la ayuda de la Orden del Temple. Una vez reconquistadas estas dos importantes plazas, Alfonso IX de León organizó el territorio. Pero fueron los templarios los encargados de la reconquista de la zona oeste limítrofe con Portugal. Cheles fue reconquistada en 1231, durante el reinado de Fernando III. 
"Y el mil ducientos y treinta y uno la auia ganado S. Fernando Rey de Castilla de poder de moros".
El rey Fernando III uniría en su persona los dos reinos, el de Castilla, por renuncia de su madre doña Berenguela, en su favor, y el de León, a la muerte de su padre Alfonso IX, por cesión de sus hermanas Sancha y Dulce. 
No se sabe exactamente el año en que los templarios llegaron a Extremadura, pero fueron muchos los pueblos que reconquistaron a los musulmanes, así como los que fundaron y repoblaron, primero en el norte de la región, donde recibieron varios señoríos, para después pasar a la Baja Extremadura, a raíz de la toma de Badajoz. 
La estancia de los templarios en Cheles duró 35 años, desde 1277 hasta 1312, en que fue disuelta. No pervive ninguna huella arquitectónica debido a que del anterior asentamiento en la sierra de San Blas, no quedan más que algunos cimientos de una antigua fortaleza, restos de casas desperdigadas por el monte y muchas piedras. Lo que sí legaron y ha llegado hasta nuestros días ha sido el Fuero de Baylío.

### Consolidación de la identidad
La solemne donación de Cheles tiene lugar en Lerma el 28 de septiembre de 1336 (era de 1374). Para tal magno acontecimiento reunió el rey Alfonso XI su Corte: 
Después de dar gracias a Dios, a Santa María y a todos los Santos, el rey, en unión de la reina doña María y de su hijo el infante Pedro, primer heredero, da las gracias a Juan Alfonso de Benavides y a su abuela por los servicios prestados. Le hace merced del lugar de Cheles, junto con la dehesa del mismo nombre, con los ejidos y con las tierras de pan y de vino, así como de la jurisdicción; pero todo ello con la condición de no vender ni cambiar con la Iglesia, Órdenes o religiosos sin su autorización. 
El 16 de abril de 1369 (era de 1407), don Alfonso Fernández Portocarrero hace donación del lugar de Cheles a su cuñada Juana González Vicens por los muchos favores que le habían prestado durante su vida, siguiendo el señoría en manos de esta familia. 
El siglo XVI fue muy importante para Cheles. Durante el primer tercio del mismo, ostenta la jurisdicción del señorío don Juan Manuel de Villena y Silva, su tercer Señor, don Juan Manuel decide el cambio de asentamiento del pueblo desde su antiguo emplazamiento, en la sierra de San Blas, junto al Guadiana, al que ahora ocupa, un tanto más hacia el sur. 
El traslado del pueblo llevó consigo el abandono de la antigua fortaleza y la construcción de una nueva muy próxima a él, en el lugar hoy conocido por la "cerca del castillo". 
La construcción del castillo o casa fuerte se inicia en torno al año de 1508, como se pone de manifiesto en un escrito que dirige la reina de Castilla, doña Juana, al corregidor de Badajoz, fechada en la ciudad de Burgos a 16 de abril de dicho año.
La Guerra con Portugal (1640-1668) afectó a la villa de forma directa, llegando a la despoblación total a partir de octubre de 1643. Con la firma del tratado de Lisboa terminaron 28 años de conflictos fronterizos con Portugal en que la repoblación de la villa se hace de forma paulatina a partir de 1668. Regresaron sólo una parte de los vecinos, incluido el Señor de la villa. Se repuebla con nuevas familias, la mayoría portuguesas y se inicia de nuevo la reconstrucción del pueblo, que estaba totalmente destruido.
La situación económica en la región durante el período de 1668 a 1700 fue mala. Hubo plagas de langostas y de gorriones que diezmaron las cosechas. Lobos y zorros atacaban con frecuencia al ganado. Por si fuera poco, los años 1668, 1674, 1681 y 1685 fueron de gran sequía, destacando 1684 como año de aguaje. 
Hay datos sobre la reconstrucción de Cheles de finales del XVII. En 1699 se estaba terminando de construir el antiguo ayuntamiento. Ubicado en el sitio que ocupa el actual, y demolido en el año 1962, representaba la arquitectura popular de esa época. Se caracterizaba por tener una escalera que subía por el exterior a la planta principal. Allí vivía el alcaide. En los bajos se encontraba la panera para el pósito y la cárcel, a la que se accedía por los altos, con objeto de que los presos no pudieran fugarse.

### Conquista americana
Según el Pbro. Vicente Navarro del Castillo, Cheles contribuyó con 11 emigrantes al proceso de la conquista americana entre los años 1535 y 1538 de los cuales cinco pasaron a la conquista de Perú, dos a la región panameña de Nombre de Dios, uno a Cartagena de Indias, uno a Tierra Firme, uno a la conquista de la Florida con Hernando de Soto y el último que salió de Cheles en 1555 (y el único que ha podido identificarse hasta la fecha) fue Baltasar Pinto Leite.
Este, para irse al Nuevo Mundo se enroló como sirviente al servicio de Jerónimo de Alderete, y después de morir Alderete en el viaje, se enroló como soldado con el gobernador de Chile. Después de intervenir en la campaña chilena contra los araucanos y mapuches, participó en la fundación de San Juan (Argentina) donde residió el resto de su vida y ocupó el cargo de Regidor.

### El Fuero de Baylío
El Fuero de Baylío es una vieja tradición legal que aun tiene vigencia en determinados pueblos de Extremadura, y que afecta al régimen económico matrimonial. En virtud de este fuero, se hacen comunes todos los bienes aportados por los contrayentes mientras dura la unión, y en la participación, por igual, al liquidarse la sociedad conyugal, como consecuencia de la separación, divorcio o muerte de uno de los consortes. 
Esta tradición legal, se remonta a los albores del siglo XIII y aun sigue teniendo vigencia en varios pueblos de la Baja Extremadura, concretamente en la parte centro-occidental de la provincia de Badajoz.

### Historia contemporánea
Sacando las secuelas del siglo anterior y la amenaza de la Guerra de las Naranjas, que estuvo a punto de perturbar la vida de la zona, y las consecuencias de la Guerra de la Independencia, durante los primeros años del siglo XVIII, no se producen hechos de importancia que alteren la pacífica villa de Cheles, que seguía restañando heridas de tiempos pasados y procurando salir adelante al socaire de sus posibilidades y del esfuerzo de los habitantes que lo poblaban. 
La guerra de la Independencia, afectará también a Cheles de forma indirecta cuando es tomada Olivenza en 1811. Los franceses, además de destruir el archivo histórico y cometer algunos abusos, necesariamente tuvieron que alimentarse en sus frecuentes visitas a Cheles.
Además, la villa tuvo que contribuir a los gastos del conflicto y a las necesidades de las tropas españolas con unas cuantas fanegas de trigo y dinero en metálico, contribución que agravará las necesidades de sus habitantes. El señor de Cheles, conde de Vía-Manuel, tendrá el gesto solidario de ser el mayor contribuyente en esta ocasión.
Después de estos acontecimientos, las Cortes de Cádiz, tomarán medidas para abolir las reminiscencias feudales que todavía quedaban en España, y con el Decreto de 26-5-1.813, se daba solución a esta vieja rémora: … “los pueblos de la Nación española no reconocen, ni reconocerán jamás, otros señores que el de la nación misma, y su noble orgullo no sufrirá tener a la vista un recuerdo continuo de su humillación”.
Decretos y disposiciones posteriores, irán haciendo desaparecer el despotismo señorial y perfilando la abolición de estas prácticas, y se impondrá el respeto que se merecían los pueblos de la nueva España.
A la caída del Antiguo Régimen la localidad se constituye en municipio constitucional en la región de Extremadura. Desde 1834 quedó integrado en el Partido judicial de Olivenza. En el censo de 1842 contaba con 194 hogares y 889 vecinos.

### Actualidad
La villa de Cheles no fue ajena al devenir de los acontecimientos posteriores de los siglos XIX y XX, también sufriría los avatares de las distintas situaciones y problemas que se vivieron en la España postguerrista. Aunque la guerra civil no se desarrolló en sus inmediaciones, la villa también sufriría sus consecuencias, ya que varios de sus hombres morirían en los campos de batalla. 
En la década del 60, Cheles se vio afectado por la emigración y perdió un considerable número de sus habitantes, en los años posteriores, ha seguido el devenir de España y ha sabido aprovechar las circunstancias para convertirse en un enclave acogedor, hospitalario y progresista.
Cheles actualmente se encuentra en expansión del sector turístico debido a la cercanía del embalse de Alqueva, la localidad posee embarcadero y playa fluvial a pocos kilómetros del centro urbano.

## Demografía
Cheles cuenta con una población de 1177 habitantes (INE 2024).
| Gráfica de evolución demográfica de Cheles entre 1842 y 2021                                                          |
| |
| Población de derecho según los censos de población del INE. Población de hecho según los censos de población del INE. |

## Monumentos
Como Cheles es un pueblo prácticamente nuevo, no cuenta con monumentos antiguos, pero entre su escaso patrimonio pueden apreciarse, dentro del perímetro del pueblo:
- El Palacio Señorial de los Condes de Via-Manuel, que data del último tercio del siglo XVII, con su espléndida torre del homenaje.
- Iglesia parroquial católica bajo la advocación de La Purísima Concepción, en la Archidiócesis de Mérida-Badajoz.[4] Edificación de vieja data y confusa arquitectura por las remodelaciones hechas en varias épocas.
- La Ermita del Santo Cristo de la Paz, construida a principios del siglo XVIII.
- El edificio del Ayuntamiento, remodelado sobre 1962.

## Cheleros ilustres
- Máximo Herrera Losada Escultor nacido en Cheles en 1925 y fallecido en Lliçà d'Amunt en 1993.[5]

- Fermín Mayorga

El legado de Fermín Mayorga va más allá de la literatura y el teatro. Su capacidad para rescatar y narrar historias que de otro modo quedarían olvidadas ha impactado tanto al público general como a la comunidad académica. Mayorga combina su don para la escritura con una pasión por educar y entretener, utilizando sus conocimientos para iluminar aspectos desconocidos de la historia de España.
Su trabajo no solo se limita a lo escrito; también participa activamente en rutas y charlas históricas, donde comparte de manera cercana y personal su conocimiento con audiencias diversas. Este compromiso con la difusión cultural y la recuperación de la memoria histórica ha consolidado su reputación como uno de los principales divulgadores de su tiempo.
Fermín Mayorga sigue trabajando en nuevos proyectos que prometen expandir aún más su impacto en el panorama literario e histórico.
Sus Obras: Obras Literarias
Entre sus publicaciones se encuentran:
Los Herejes del Guadiana Fronterizo
Los Moriscos de Hornachos Crucificados y Coronados de Espinas
Los Herejes de Mérida
Los Herejes de la Raya de Cáceres
Extremadura Tierra de Brujas
Los Milagros de la Virgen de la Luz de Moncarche
Depuración de Maestros Nacionales en la Comarca de Olivenza
Los Herejes de Don Benito, Villanueva de la Serena y Medellín
Los Herejes de Badajoz
Los Herejes de Barcarrota
Los Herejes de Siruela
Relatos de Terror en Extremadura
Leyendas Ancestrales de Olivenza
Cheles y sus Cuentos de Navidad
San Benito de la Contienda y sus Cuentos de Navidad
Obras Teatrales
Su creatividad también se extiende al ámbito teatral, con piezas como:
El Chitón de los Zapata
La Judía de Alcalá de Henares
Esperanza y Libertad: las Hijas de la Rapada
La Marrana de Olivenza
Eulalia: Luz en la Oscuridad